# Aeroportul Westerly State
Aeroportul Westerly State (IATA: WST, ICAO: KWST, FAA LID: WST) este un aeroport din Rhode Island, Statele Unite ale Americii ce deservește zona Westerly⁠(d). Aeroportul a fost tranzitat în 2019 de 36.586 de pasageri. A fost numit după zona deservită.
Situat la o altitudine de 25 m, aeroportul dispune de 2 piste.

## Infrastructură

### Piste
Aeroportul dispune de 2 piste. Pista 07/25 are suprafața de asfalt și dimensiunile 4.010 picioare × 100 picioare. Pista 14/32 are suprafața de asfalt și dimensiunile 3.960 picioare × 75 picioare. 